# 聚果榕
聚果榕（学名：Ficus racemosa），又名優曇華（udumbara）、優曇本羅、優曇本花、優曇波羅、優曇婆羅、烏曇跋羅、鄔曇缽羅、優曇缽、優曇缽華、優曇、文仙果、马朗果（贵州）等，是桑科榕屬高大乔木，雌雄同株 ,分布于印度、越南、斯里兰卡、巴布亚新几内亚、尼泊尔、巴基斯坦、澳大利亚、印度尼西亚、泰国以及中国大陆的贵州、广西、云南等地，生长于海拔130米至2,500米的地区，是一種出現於佛教經典中的植物。
這種落葉植物主要分布於南亞。

## 宗教上的優曇華
優曇華又優曇婆羅為梵語，意為靈瑞花、空起花、起空花。佛教經文中稱此花為「仙間極品之花」，開花被當作吉祥的徵兆，代表聖人轉輪法王(金輪王)（佛）出世，三千年才開一次花，開後隨即凋謝。
根據《佛學大辭典》，提到優曇華的佛教經典包括《法華文句》、《慧琳音義》、《玄應音義》、《慧苑音義》、《法華玄贊》、《法華義疏》、《翻梵語》、《法華經方便品》、《同化城喻品》、《同妙莊嚴王品》與《南史》等。《翻譯名義集》亦說《般泥洹經》中提到該花開時，金輪王出世的過程。據《法華文句》四上：「優曇花者，此言靈瑞。三千年一現，現則金輪王出。」《慧琳音義》卷八則說：「優曇花，梵語古譯訛略也。梵語正云烏曇跋羅，此云祥瑞靈異。天花也。世間無此花。若如來下生、金輪王出現世間，以大福德力故，感得此花出現。」
《佛學大辭典》亦說，「此花為無花果類。產於喜馬拉耶山麓及德干高原、錫蘭等處。幹高丈餘。葉有二種：一平滑，一麤糙。皆長四五寸，端尖，雌雄異花，甚細，隱於壺狀凹陷之花萼中。常誤以為隱花植物。花萼大如拳，或如拇指，十餘聚生。可食而味劣。」
此外，佛教經典中有一部《優曇婆邏經》，名稱也是源於此植物。

## 外部連結
- （简体中文）中国数字植物标本馆中的相关内容：聚果榕
- （繁體中文）優曇華 （页面存档备份，存于）（別名：優曇本羅、優曇本花）